# Filmes de 1957 da Allied Artists Pictures

## Filmes do ano
| Título Original              | Título no Brasil              | Estrelado por     | Dirigido por                          | Gênero            |
| ---------------------------- | ----------------------------- | ----------------- | ------------------------------------- | ----------------- |
| Affair in Havana             | Crime sem Perdão              | John Cassavetes   | Laslo Benedek                         | Policial          |
| Attack of the Crab Monsters  | A Ilha do Pavor               | Richard Garland   | Roger Corman                          | Ficção Científica |
| The Badge of Marshal Brennan | Sangue em Suas Mãos           | Jim Davis         | Albert C. Gannaway                    | Faroeste          |
| Calypso Joe                  |                               | Herb Jeffries     | Edward Dein                           | Musical           |
| Chain of Evidence            | Provas Acusadoras             | Bill Elliott      | Paul Landres                          | Policial          |
| The Constant Husband         | O Passado do Meu Marido       | Rex Harrison      | Sidney Gilliat                        | Comédia           |
| The Cyclops                  | A Maldição do Monstro         | James Craig       | Bert I. Gordon                        | Ficção Científica |
| Daughter of Dr. Jekyll       | A Filha do Médico e o Monstro | John Agar         | Edgar G. Ulmer                        | Terror            |
| Death in Small Doses         | A Morte em Pequenas Doses     | Peter Graves      | Joseph M. Newman                      | Drama             |
| Destination 60,000           |                               | Preston Foster    | George Waggner                        | Drama             |
| Dino                         | O Crime Caminha pela Noite    | Sal Mineo         | Thomas Carr                           | Drama             |
| The Disembodied              | Dominada pelo Terror          | Paul Burke        | Walter Grauman                        | Terror            |
| Dragoon Wells Massacre       | Pagaram com o Próprio Sangue  | Barry Sullivan    | Harold Schuster                       | Faroeste          |
| Footsteps in the Night       | Estrangulado                  | Bill Elliott      | Jean Yarbrough                        | Policial          |
| From Hell It Came            | Veio do Inferno               | Tod Andrews       | Dan Milner                            | Terror            |
| Gun Battle at Monterey       | O Morto Venceu                | Sterling Hayden   | Sidney Franklin Jr. Carl K. Hittleman | Faroeste          |
| Hold That Hypnotist          | Os Macumbeiros                | Huntz Hall        | Austen Jewell                         | Comédia           |
| Hot Rod Rumble               | A Grande Corrida              | Leigh Snowden     | Leslie Martinson                      | Policial          |
| The Hunchback of Notre Dame  | O Corcunda de Notre Dame      | Anthony Quinn     | Jean Delannoy                         | Drama             |
| Last of the Badmen           | Império das Balas             | George Montgomery | Paul Landres                          | Faroeste          |
| Let's Be Happy               | Meu Sonho É Você              | Vera-Ellen        | Henry Levin                           | Comédia           |
| Looking for Danger           |                               | Huntz Hall        | Austen Jewell                         | Comédia           |
| Love in the Afternoon        | Amor na Tarde                 | Gary Cooper       | Billy Wilder                          | Comédia           |
| Naked in the Sun             | Libertador de Índios          | James Craig       | R. John Hugh                          | Faroeste          |
| Not of This Earth            | Emissário do Outro Mundo      | Paul Birch        | Roger Corman                          | Terror            |
| The Oklahoman                | Quando as Pistolas Decidem    | Joel McCrea       | Francis D. Lyon                       | Faroeste          |
| Oregon Passage               | Emboscada Selvagem            | John Ericson      | Paul Landres                          | Faroeste          |
| The Persuader                | Assassinos em Fúria           | William Talman    | Dick Ross                             | Faroeste          |
| Portland Exposé              | Domínio do Terror             | Edward Binns      | Harold Schuster                       | Policial          |
| Sabu and the Magic Ring      | Sabu e o Anel Mágico          | Sabu              | George Blair                          | Aventura          |
| Spook Chasers                | Perseguindo Fantasmas         | Huntz Hall        | George Blair                          | Comédia           |
| The Tall Stranger            | Audácia de Um Estranho        | Joel McCrea       | Thomas Carr                           | Faroeste          |
| Teenage Doll                 | Mulher sem Rumo               | June Kenney       | Roger Corman                          | Policial          |
| Undersea Girl                | O Crime do Homem-Rã           | Mara Corday       | John Peyser                           | Ação              |
| Up in Smoke                  |                               | Huntz Hall        | William Beaudine                      | Comédia           |

## Galeria

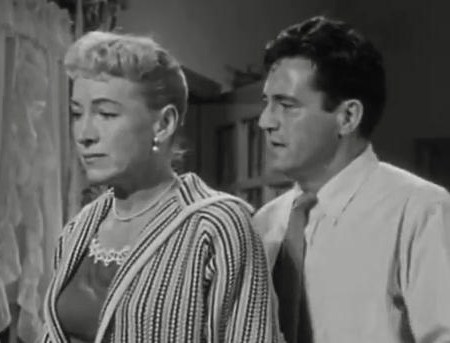
Virginia Gregg e Edward Binns no trailer de Portland Exposé
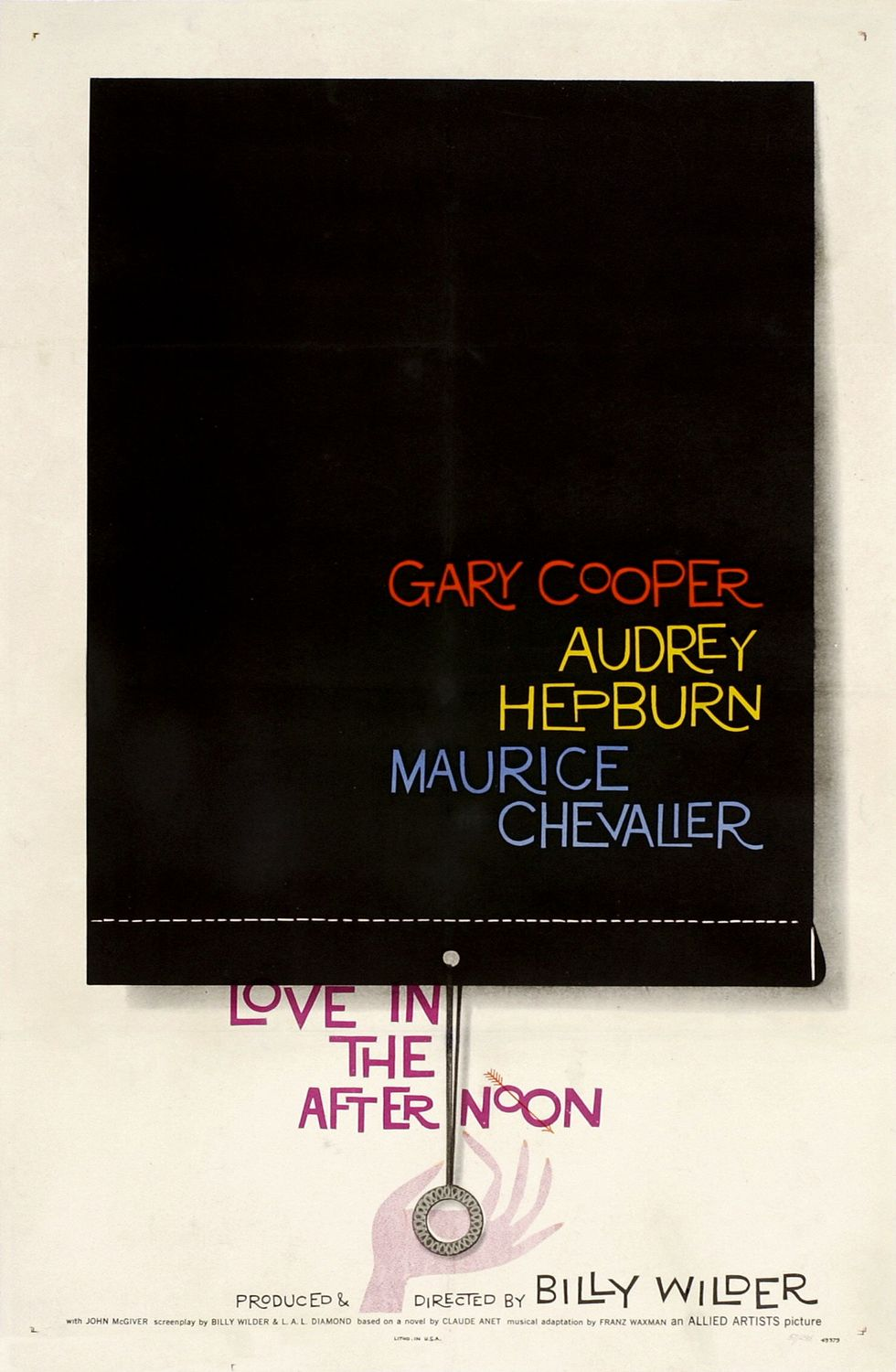
Cartaz de Love in the Afternoon, de autoria de Saul Bass
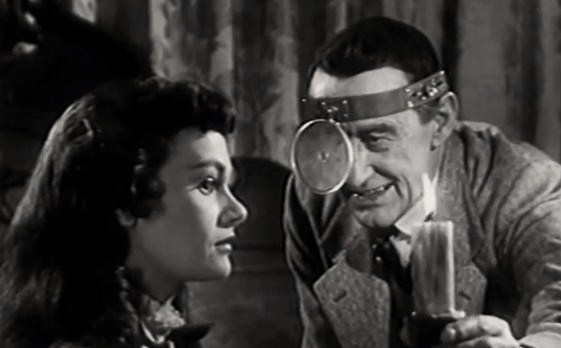
Gloria Talbott e Arthur Shields no trailer de Daughter of Dr. Jekill